# Ferdi Bedini
Ferdi Bedini (Ponte San Pietro, 28 maggio 1999) è un cestista albanese con cittadinanza italiana.